# Заклинание
„Заклинание“ (на английски: Spell) е американски свърхестествен филм на ужасите от 2020 г. на режисьора Марк Тондерай, а главните роли се изпълняват от Омари Хардуик и Лорета Девайн. Пуснат е в Съединените щати чрез дигитално пускане на 30 октомври 2020 г. от Paramount Pictures чрез Paramount Players. Филмът е заснет в Южна Африка.

## Актьорски състав
| Актьор        | Роля            |
| ------------- | --------------- |
| Омари Хардуик | Маркуис Т. Уудс |
| Лорета Девайн | Госпожа Елоис   |
| Джон Бийсли   | Ърл             |
| Лорейн Бъроус | Веора Уудс      |
| Хана Гонера   | Самсара Уудс    |
| Калифа Бъртън | Тайдън Уудс     |
| Тумишо Маша   | Шерифа          |
| Стийв Мулулу  | Люис            |

## Пускане
Филмът е пуснат в дигиталните платформи на 30 октомври 2020 г. Оригинално е предвиден да е пуснат на 28 август 2020 г., преди да бъде преместен по време на пандемията от COVID-19. По-късно е пренасрочен за домашна употреба на 30 октомври 2020 г. Разпространен е от Paramount Players чрез компанията Paramount Pictures.